# Cimetière de la Madeleine

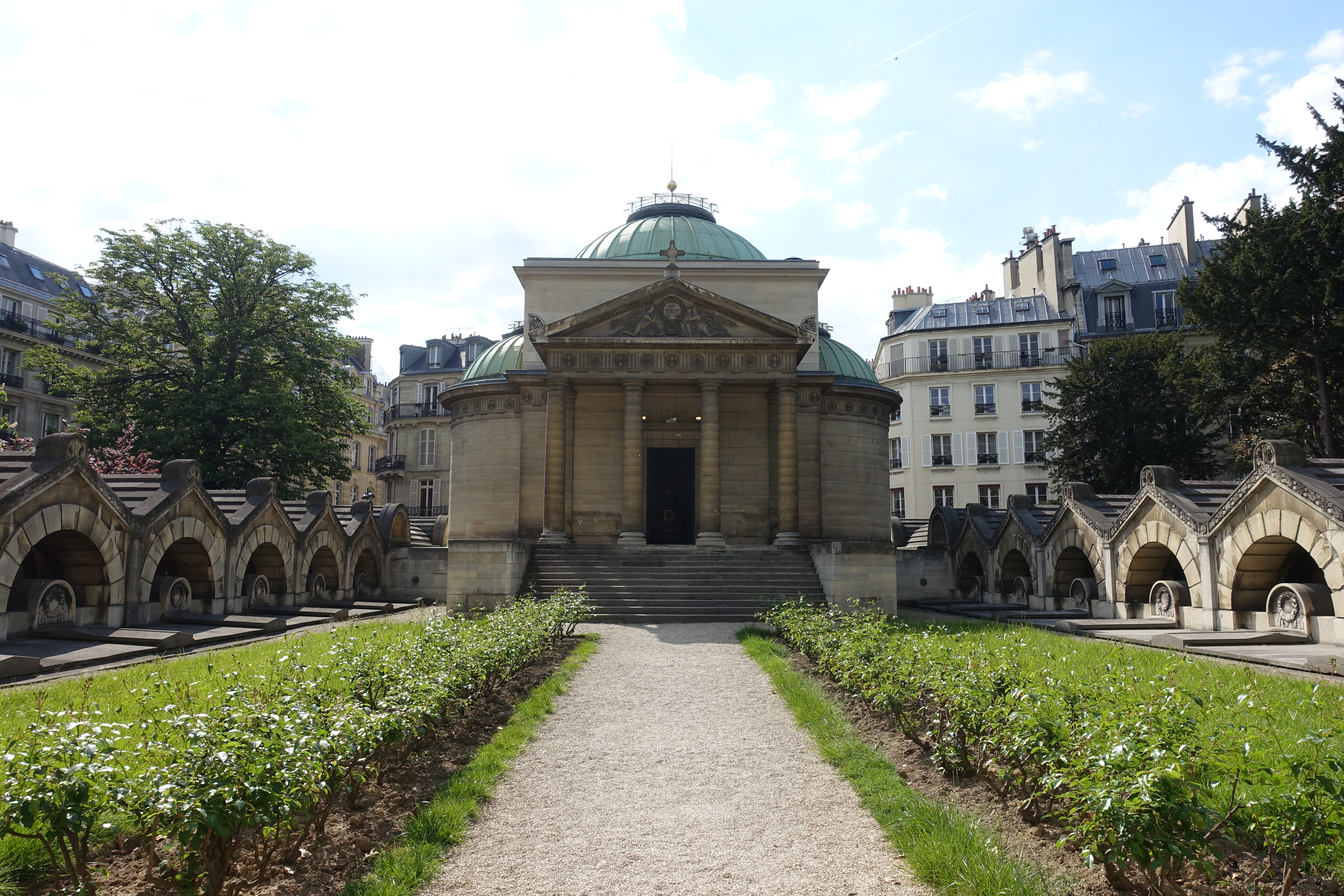
Chapelle expiatoire

Der Cimètiere de la Madeleine ist ein ehemaliger Friedhof im 8. Arrondissement von Paris. 
Ursprünglich war es einer der Friedhöfe des Pfarrbezirks der Kirche Sainte-Madeleine de la Ville-l’Évêque und wurde 1720 angelegt. Dort wurden die 130 Opfer des Feuerwerks anlässlich der Hochzeit von Ludwig XVI. mit Marie-Antoinette 1770 beerdigt.
Er diente während der Französischen Revolution bis März 1794 als Begräbnisort für auf dem heutigen Place de la Concorde mit der Guillotine Hingerichtete, darunter Ludwig XVI. (21. Januar 1793) und Marie-Antoinette (16. Oktober 1793). Er ist einer von vier Friedhöfen in Paris, auf denen die Opfer der Guillotine während der Französischen Revolution in Massengräbern beerdigt wurden, die anderen sind der Cimetière de Picpus, der Cimetière des Errancis und der Cimetière de Sainte-Marguerite. Am 25. März 1794 wurde der Friedhof geschlossen, nachdem es schon zuvor Beschwerden der Anwohner über die Gerüche gab. Das Grundstück wurde an einen Steinmetz verkauft. 1816 ließ Ludwig XVIII. an seiner Stelle die Chapelle expiatoire errichten. Er lag an der Ecke Rue d’Anjou und Grand Égout (dem späteren Boulevard Haussmann).
Der insgeheim royalistische Advokat Olivier Desclozeaux (1732–1816) wohnte während der Revolution unmittelbar am Friedhof und notierte die dort Begrabenen. Dadurch konnte er 1815 Hinweise auf die Grabstelle des Königspaars geben, dass diese am 21. Januar 1815 in die Kathedrale von Saint-Denis überführt werden konnten. 1802 erwarb Declozeaux das Grundstück, auf dem der Friedhof lag.
1844 wurden die Skelette in ein städtisches Knochenhaus (Ossuaire de l’Ouest) überführt und von da in die Katakomben von Paris, wo ihre Lage durch ein Schild gekennzeichnet ist.

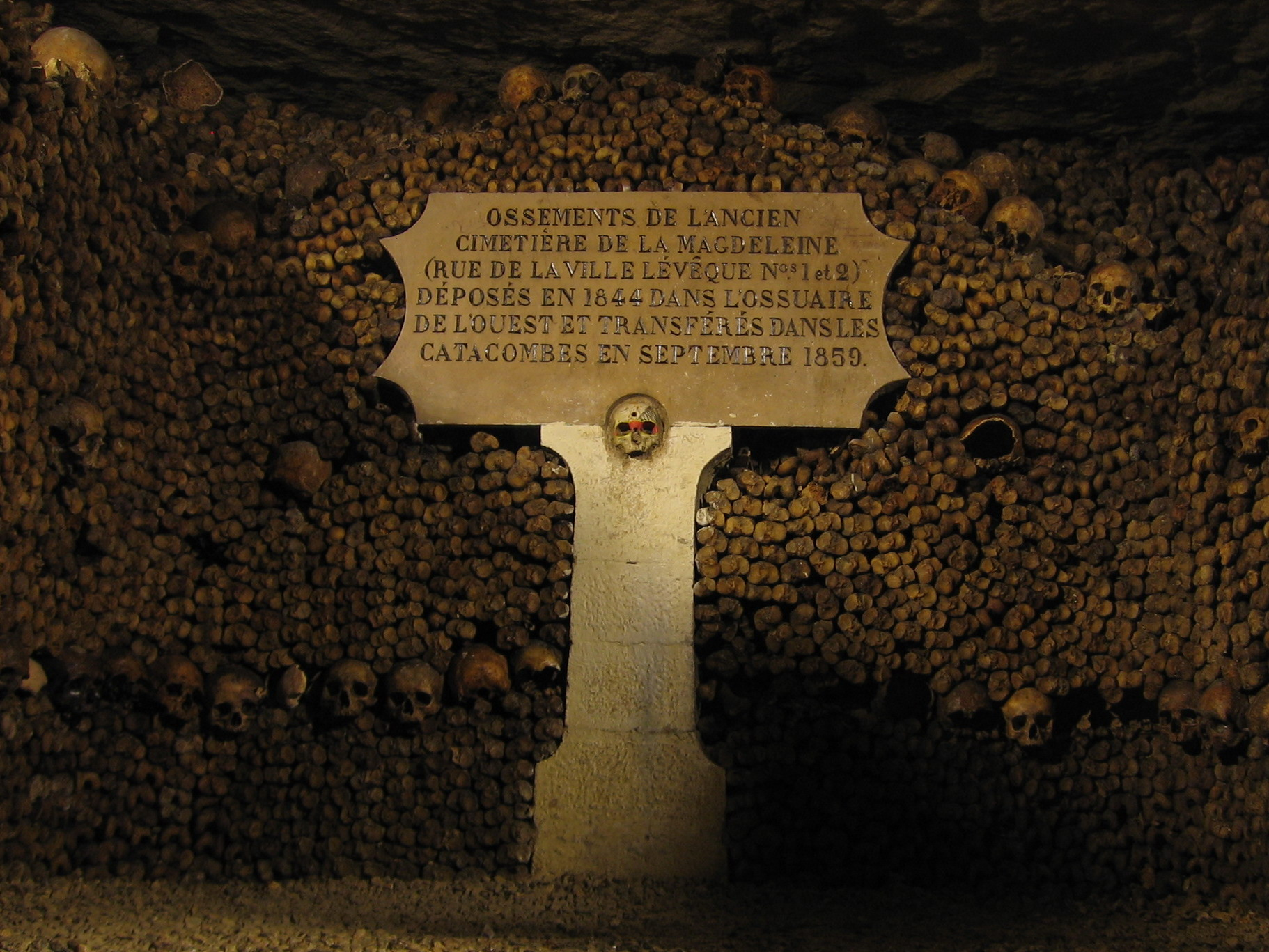
Knochenlager der auf dem Friedhof Madeleine Begrabenen in den Katakomben von Paris

Zu den hier begrabenen hingerichteten Personen zählen neben dem Königspaar (mit Hinrichtungsdatum): 
- Charlotte Corday (18. Juli 1793).
- Die 22 Girondisten, hingerichtet am 31. Oktober 1793: Charles-Louis Antiboul, Jacques Boilleau, Jean-Baptiste Boyer-Fonfrède, Jacques-Pierre Brissot, Jean-Louis Carra, Gaspard-Séverin Duchastel, Jean-François Ducos, Charles Éléonor Dufriche-Valazé, Jean Duprat (1760–1793), Claude Fauchet, Jean-François Martin Gardien, Armand Gensonné, Jacques Lacaze (1752–1793), Marc David Lasource, Claude Romain Lauze de Perret, Pierre Lehardy, Benoît Lesterpt-Beauvais, Jacques Pierre Agricol Mainvielle, Charles-Alexis Brûlart (Marquis de Sillery), Pierre-Victurnien Vergniaud, Louis-François-Sébastien Viger
- Louis-Philippe II. Joseph de Bourbon, duc d’Orléans, Philippe Égalité (6. November 1793)
- Madame Roland (8. November 1793).
- Madame du Barry (8. Dezember 1793).
- Olympe de Gouges (3, November 1793).
- Admiral Charles Henri d’Estaing, 28. April 1794

Sowie:
- Antoine Charles Augustin d’Allonville und die Schweizer Garden, die beim Sturm auf die Tuilerien am 10. August 1792 getötet wurden